# Giuseppe Mancia
Giuseppe Mancia (Carrara, 26 luglio 1940) è un medico e ricercatore italiano, nel campo del sistema cardiovascolare.

## Biografia
Giuseppe Mancia è Professore Emerito all’Università Milano-Bicocca e Presidente della Fondazione della European Society of Hypertension (Zurigo). È anche Presidente della Fondazione per l’Ipertensione e l’Innovazione Cardiovascolare  (Milano). È stato Professore Ordinario di Medicina Interna presso le Università di Milano e Milano-Bicocca, in entrambe le quali ha diretto la Clinica Medica ed il Dipartimento di Medicina, nell’Ospedale di riferimento (S.Gerardo, Monza).
Ha anche diretto, per anni,varie Scuole di Specializzazione, Dottorati di Ricerca ed il Centro Interuniversitario di Fisiologia Clinica e Ipertensione (Università di Milano/Milano-Bicocca/Pavia). Giuseppe Mancia è stato Presidente dell'International Society of Hypertension, European Society of Hypertension o ESH, European Society of Clinical Investigation, Working Group on Hypertension and the Heart della European Society of Cardiology o ESC, e Società Italiana dell’Ipertensione Arteriosa.
È noto per le sue ricerche di base e cliniche sul sistema cardiovascolare (in particolare su ipertensione arteriosa, obesità, diabete, scompenso cardiaco e malattia coronarica), per le quali ha ricevuto numerosi premi e riconoscimenti internazionali, incluse varie Lauree Honoris Causa e “membership” onorarie di Società scientifiche europee ed extraeuropee.
Ha fatto parte della Task Force di molte Linee Guida internazionali sulla prevenzione cardiovascolare, ed ha coordinato tutte le Linee Guida ESH/ESC sull’ipertensione elaborate dal 2003 al 2018.
È Editor-in-Chief del Journal of Hypertension ed ha edito oltre 20 Libri o Compendi su ipertensione e malattie cardiovascolari, incluse le tre edizioni dell’ESH Manual of Hypertension.
Le pubblicazioni del professor Mancia  (oltre 2000 lavori su Riviste indexate) hanno avuto un elevatissimo numero di citazioni, circa 200.000 al 2019 (ref Microsoft Academy).
Nel 2019 la Rivista Plos Biology lo ha classificato tra i primi 300 scienziati al mondo in tutti gli ambiti scientifici (su circa 7 milioni su 22 diverse aree di ricerca), dodicesimo in campo cardiovascolare a livello globale e primo per l’ipertensione arteriosa.
Il professore Giuseppe Mancia è il più citato internista e cardiologo italiano. H-INDEX 169, i10-index 1052. PLOS - Google Scholar

## Pubblicazioni
Ha curato oltre 80 Supplementi per Riviste Scientifiche internazionali.
Ha scritto o è stato editore di oltre 20 volumi su ipertensione o malattie cardiovascolari , tra i quali il Textbook on Hypertension Pathopysiology (Elsevier, 1997), il Manual of Hypertension (Churchill-Livingstone, 2002), il Textbook on Hypertension dell'ESH (Informa, 2008), The Cardiorenal Syndrome (Springer, 2010),Special Issues in Hypertension (Springer, 2013), Resistant Hypertension (Springer, 2013), Metabolic Syndrome - A Therapeutic Challenge (Van Zuiden, 2005 e 2008) ed il Textbook of Hypertension of ESH, 2ª Ed. (Informa, 2013 Preclinical Organ Damage (Spriger, 2015),White Coat Hypertension (Springer, 2015) e Interventional Therapy in Hypertension (Springer, 2016).
Fa o ha fatto parte dei Board Editoriali delle maggiori riviste cardiovascolari internazionali ed è vice-editore della Rivista Ufficiale ISH/ESH (Journal of Hypertension).
- Linee guida ESC/ESH 2018 per la diagnosi e il trattamento dell’ipertensione arteriosa, Task Force per la Diagnosi e il Trattamento dell’Ipertensione Arteriosa della Società Europea di Cardiologia (ESC) e della Società Europea dell’Ipertensione Arteriosa (ESH) Bryan Williams (ESC Chairperson ESC) (UK), Giuseppe Mancia (Chairperson ESH) (Italia), Wilko Spiering (Olanda), Enrico Agabiti Rosei (Italia), Michel Azizi (Francia), Michel Burnier (Svizzera), Denis L. Clement (Belgio), Antonio Coca (Spagna), Giovanni de Simone (Italia), Anna Dominiczak (UK), Thomas Kahan (Svezia), Felix Mahfoud (Germania), Josep Redon (Spagna), Luis Ruilope (Spagna), Alberto Zanchetti (Italia), Mary Kerins (Irlanda), Sverre E. Kjeldsen (Norvegia), Reinhold Kreutz (Germania), Stephane Laurent (Francia), Gregory Y.H. Lip (UK), Richard McManus (UK), Krzysztof Narkiewicz (Polonia), Frank Ruschitzka (Svizzera), Roland E. Schmieder (Germania), Evgeny Shlyakhto (Russia), Costas Tsioufis (Grecia), Victor Aboyans (Francia), Ileana Desormais (Francia)
- Giuseppe, Mancia (July 2013). "2013 ESH/ESC Guidelines for the management of arterial hypertension: The Task Force for the management of arterial hypertension of the European Society of Hypertension (ESH) and of the European Society of Cardiology (ESC)". European heart journal 34 (28): 2159–219 . PMID  23771844]
- Mancia G, De Backer G, Dominiczak A et al. (September 2007). "2007 ESH-ESC Practice Guidelines for the Management of Arterial Hypertension: ESH-ESC Task Force on the Management of Arterial Hypertension". J. Hypertens. 25 (9): 1751–62. doi:10.1097/HJH.0b013e3282f0580f. PMID [17762635
- 2007 Guidelines for the management of arterial Hypertension  Authors/Task Force Members: Giuseppe Mancia, Co-Chairperson, Guy De Backer, Co-Chairperson, Anna Dominiczak, Renata Cifkova, Robert Fagard, Giuseppe Germano, Guido Grassi,  Anthony M. Heagerty, Sverre E. Kjeldsen, Stephane Laurent, Krzysztof Narkiewicz, Luis Ruilope, Andrzej Rynkiewicz, Roland E. Schmieder,  Harry A.J. Struijker Boudier and Alberto Zanchetti
- 2007 Metabolic Syndrome in the Pressioni Arteriose Monitorate E Loro Associazioni (PAMELA) Study | Hypertension (ahajournals.org)
- 2014 Expertscape, one of the world's foremost experts in Hypertension  Archiviato il 14 giugno 2015 in Internet Archive.
- 2019 Giuseppe Mancia: Linee guida sull’ipertensione un anno dopo: il target 130- 80 è realizzabile?
- 2018 ESC/ESH Guidelines for the management of arterial hypertension: The Task Force for the management of arterial hypertension of the European Society of Cardiology (ESC) and the European Society of Hypertension (ESH)
- 2018 Giuseppe Mancia: Linee guida ESC/ESH 2018 per l’ipertensione

## Onorificenze
- Commendatore all'Ordine della Repubblica Italiana (2014)
- Laurea Honoris Causa (Doctorship in Sciences)  dell'Università di Glasgow (2014)  Archiviato il 14 febbraio 2021 in Internet Archive.
- Laurea Honoris Causa in Medicina dell'Università di Gdansk (2008)  Archiviato il 10 febbraio 2014 in Internet Archive.
- Laurea Honoris Causa in Medicina dell'Università Carol Davila di Bucarest (2013)
- Premio Rosa Camuna della Regione Lombardia (2014)
- Ambasciatore di Milano per la Scienza (2009)
- Medaglia d'Oro della Fondazione Giovanni Lorenzini (2008)
- Premio Invernizzi per la Medicina (2001)
- International Recordati Prize  Archiviato l'11 marzo 2014 in Internet Archive.
- Talal Zein Foundation Award (2002)
- Hariri Memorial Award (2009)
- Presidente European Society of Clinical Investigation 1980-82
- Presidente International Society of Hypertension ISH 1988-1990
- Presidente European Society of Hypertension ESH 1999-2001
- Presidente Società Italiana per l’Ipertensione Arteriosa SIA 1997-1999
- Presidente della Fondazione della ESH EUROPEAN SOCIETY OF HYPERTENSION
- 2020 EXCELLENCE AWARD FOR HYPERTENSION RESEARCH della AHA - AMERICAN HEART ASSOCIATION
- Honorary Professorship (SPINOZA CHAIR) dell'Università di Amsterdam (1998)
- Honorary Professorship dell'Università  di Cordoba (2000)
- Membro Onorario Academia Sciencias Medicas di Cordoba (2000)
- Honorary Citizenship, Città di Rosario (2013)
- Folkow Award dell'European Society of Hypertension (1997)
- Heymans Lecture and Award della International Society of Pharmacology (1990)
- Conferenziere dell'Anno delle Università e Hypertension Leagues del Belgio (1992)
- Wright International Lecture and Award del High Blood Pressure Council of Australia (1992)
- Tigersted Award (MSD) dell'International Society of Hypertension (1996) Archiviato il 6 marzo 2014 in Internet Archive.
- Life Achievement Research Award della Società Italiana dell'Ipertensione Arteriosa (2000)
- Volhard Award dell'International Society of Hypertension) (2006)  Archiviato il 6 marzo 2014 in Internet Archive.
- H. Gavras Life Achievement Award (2013)
- European Society of Cardiology (Founding Fellow)
- Premio 100 Eccellenze Italiane (2015)